# Gare de Neuilly
Gare de Neuilly vasútállomás Franciaországban, Neuilly-la-Forêt településen.

## Vasútvonalak
Az állomást az alábbi vasútvonalak érintik:
- Mantes-la-Jolie–Cherbourg-vasútvonal

## Kapcsolódó állomások
A vasútállomáshoz az alábbi állomások vannak a legközelebb: